# 内川義久
内川 義久（うちかわ よしひさ、1954年9月28日 - ）は、大分県竹田市出身の元アマチュア野球選手（内野手）、野球指導者。

## 来歴・人物
鶴崎工業高等学校では、1971年の第53回全国高等学校野球選手権大会に出場した経験がある。
法政大学に入学、同期に高代延博らがいる。1学年下に江川卓らのメンバーがいて控え中心ながらも4年秋の明治神宮大会で初優勝を経験。大学卒業後に、社会人野球の本田技研鈴鹿のチームと本田技研熊本のチームでプレーした。
1999年から2001年までにホンダ熊本の監督を務め、2015年から2019年までに鹿児島ドリームウェーブの監督を務めた。
また、社会人野球日本代表のコーチや日本野球連盟競技力向上委員会委員も務めた。